# اسنوهتا
اسنوهتا (به نروژی: Snøhetta) یک دفتر معماری بین‌المللی معماری، معماری منظر، طراحی داخلی، طراحی گرافیک، و برندینگ در اسلو نروژ است که در نیویورک، سان فرانسیسکو، اینسبروک، سنگاپور، و استکهلم نیز شعبه دارد. در حدود ۱۵۰ طراح بر روی پروژه‌های مختلف اسنوهتا کار می‌کنند. معمار آمریکا کریگ ادوارد دایکرز (به انگلیسی: Craig Edward Dykers) و معمار نروژی هتیل ترادال تورسن (به نروژی: Kjetil Trædal Thorsen) بنیانگذاران اسنوهتا هستند.
 آن‌ها در زمینه معماری سبز هم بسیار فعال هستند و از جمله آثار آنها در این زمینه می‌توان به ساختمان Powerhouse Telemark در نروژ اشاره کرد. سنوهتا فرم این ساختمان ۱۱ طبقه را مطابق با شرایط محیط و سایت پروژه به شکل یک الماس طراحی کرده که می‌تواند بیشترین مقدار انرژی خورشیدی را جذب و ذخیره کند. کیتیل ترادال تورسن، یکی از شریکان اسنوهتا، می‌گوید: «پاورهاوس تلمارک با ارائهٔ راهکار درحوزهٔ انرژی و معماری، نام کشور نروژ را بر سر زبان‌ها خواهد انداخت. آینده از آنِ ایده‌های بزرگ و بلندمدت است و کسی باید این راه را هموار کند. ما معتقدیم پاورهاوس تلمارک با طراحی و راه‌کارهای نوآورانه الهام‌بخش سازندگان در سراسر جهان خواهد بود.»
اسنوهتا برای پروژه‌های کتابخانه اسکندریه و خانهٔ اپرای اسلو برنده جایزهٔ جهانی معماری و جایزه معماری آقاخان شده‌است.

## کتابخانه جدید اسکندریه
آنان در سال ۱۹۸۹ توانستند در مسابقه طراحی کتابخانه جدید اسکندریه مصر برنده شوند. در این طرح از هیروگلیف‌های پنج هزار زبان مختلف روی پوسته گرانیتی نما استفاده کرده و نمایی دوست داشتننی به طرح بخشیدند. فرم مدور طرح آنها برای این بنا و خیزشش نسبت به شمال و فرونشستش نسبت به کرانه آبی جنوبی و بسیاری جزئیات دیگر، سمبولیسم کیهانی بنا را تقویت می‌کند. همچنین در این طرح می‌توان گزارهای ناگهانی رو به آسمان و ربه زمین بسیاری را شاهد بود.